# Оряхово
Вижте пояснителната страница за други значения на Оряхово.
Оря̀хово (на местния говор Орехово, изписване до 1945 година: Орѣхово) е град в Северозападна България и се намира в област Враца. Градът е административен център на община Оряхово и важно пристанище на река Дунав. По данни на ГРАО към 15 юни 2023 г. в града живеят 4711 души по настоящ адрес и 5069 души по постоянен адрес.

## История
Районът на Оряхово е обитаван от дълбока древност. Проведените археологически проучвания доказват съществуването на селища от всички исторически епохи – от ранния неолит до късното Средновековие. Град Оряхово е разположен в живописна хълмиста местност на десния бряг на река Дунав.
На 7 юли 1888 година градът е прекръстен от Рахово на Орѣхово. В 1956 година името е уточнено на Оряхово.

### Античност
С траките са свързани забележителни находки – късномикенски бронзови мечове и части от конска амуниция. Днес за разцвета на римската култура свидетелстват останките от античните крепости Вариана до село Лесковец и Валериана до село Долни Вадин. Тук е минавал важният римски път от Белград за Константинопол „Via Singiduno usque ad Constantinopolim per ripam Danubii“.

### Средновековие
На 1 km западно от Оряхово се е намирала средновековната крепост Камъка, изградена през 9 век и просъществувала до 14 век. Според Васил Миков последен управител на крепостта преди завладяването ѝ от османците е Косаня, чието име е запазено като топоним в района.

### Османски период
През селището преминават войските на 2 насочени срещу турците кръстоносни похода, предвождани от унгарските крале Сигизмунд Люксембургски (1396) и Владислав Ягело (1444). Жан льо Менгр-Бусико е взел лично участие в обсадата на Оряхово през 1396 г., като е оставил кратко сведение за града. Формулирани сведения за Оряхово дава и друг участник в похода – Ханс Шилтбергер, според който градът е обсаждан от 200 кръстоносци за пет дни, но е превзет едва когато местното православно население се надига и прогонва османците. Това се потвърждава и от трети извор – стихотворението на Петер от Ретц, друг участник в похода на Сигизмунд. От трето лице за посочената обсада на Оряхово се разказва и в Шарловото продължение на Голямата френска хроника от „Сент Дени“ в Париж. В нея се описва, че крепостта е била снабдена с двойна ограда от стени с кули, разположени на разстояние една от друга, от които днес е останала само една правоъгълна двуетажна кула. Същата хроника обаче твърди, че Оряхово е бил превзет с пристъп на кръстоносците и след това е бил опожарен.
Според сведенията на летописците ѝ, сборната кръстоносна армия на Владислав III Ягело и Янош Хуняди успешно овладява Оряхово отново през 1444 г. В крайна сметка и двата кръстоносни похода не достигат своите цели и земите по десния бряг на Долния Дунав остават под османска власт.
В Османската империя Оряхово се утвърждава като административен и икономически център на кааза.
Хаджи Калфа посещава Оряхово през 1648 г. при пътуването си през Никополски към Видински санджак, като оставя сведения, според които околността на града е изоставен и некултивирана.
Подробни сведения за Оряхово през този период оставя османския пътешественик Евлия Челеби, посетил града около през 1656 г. Той го описва като оживен долен град с четиристотин каменни къщи, една джамия, един параклис и едно медресе. Според Евлия Челеби по време на Дългата война Оряхово е бил завладян от Михай Витязул, като крепостта му е била разрушена. Според свидетелствата му, при неговото посещение в средата на XVII век крепостта на Оряхово е разположена на хълм от жълта пръст, има петоъгълна форма, на места действително е разрушена, но кулите стоят. Във вътрешността ѝ има не повече от седем постройки и укреплението не се поддържа от военно-стратегически съображения. Източикът съобщава, че в околността на града са разположени лозя и градини.
В справочник от 1726 г., отпечатан в Брюксел, Оряхово е отбелязан като един от важните крайдунавски градове. Градът е сред основните пунктове за снабдяване на Османската империя със стоки от Западна Европа. Функционира пристанище, на което спират австрийски, френски, руски и английски кораби.
Борбите за народна просвета на местното население намират израз в създаването на светско училище (1857) и читалище (1871). През 1837 г. е осветена църквата „Св. Георги“, която днес е паметник на културата от национално значение. Апостолът на свободата Васил Левски е отсядал в града през месец юли 1872 г. на път за Букурещ и обратно във връзка с революционното дело. Градът е освободен на 21 ноември 1877 г. след тридневни боеве на румънските войски с османските части. В чест на победата един от кварталите на Букурещ е кръстен на Оряхово – Рахова, а в памет на загиналите румънски воини е изграден паметник, чиято статуя е дело на италианския скулптор Арналдо Дзоки, автор на паметника Цар Освободител в София и на паметника на Свободата в Русе.

### Нова история
След Освобождението Оряхово има свой специфичен колорит – оживена търговия по Дунава, богат културно-просветен живот и първи постижения в областта на промишлеността. Градът е център на губерния за три месеца. След това в продължение на 10 години, през периодите 1878 – 1882 г. и 1884 – 1889 г., Оряхово е окръжен център. Оряховският окръг включва две околии – Оряховска и Белослатинска с общо 74 000 жители. В началото на 20 век част от облика на града представлява комплекс от сгради, в чийто архитектурен стил присъства западно влияние. Много от тях са запазени и до днес. По-важни събития от този период са строителството на жп линия Червен бряг – Оряхово (1926); откриването на новата църква „Успение Богородично“ (1911) и завършването на сградата на читалището по проект на видните архитекти Иван Васильов и Димитър Цолов (1936).
През 1961 г. се откриват Завод за резервни части и металообработващо предприятие „Дунав“. Те са едни от първите промишлени предприятия, действащи и до днес. В града се развива и машиностроенето със завод за резервни части на селскостопански машини, завод за нестандартно оборудване – болтове, роботи и др. Също така съществуват 2 шивашки цеха, винарна „Шато Бургозоне“.

## Население

### Брой
Численост на населението според преброяванията през годините:
| \| Година на преброяване \| Численост \| \| --------------------- \| --------- \| \| 1934 \| 6542 \| \| 1946 \| 6985 \| \| 1956 \| 8179 \| \| 1965 \| 7503 \| \| 1975 \| 7409 \| \| 1985 \| 7326 \| \| 1992 \| 6767 \| \| 2001 \| 6107 \| \| 2011 \| 5031 \| \| 2021 \| 3868 \| |           |
| Година на преброяване | Численост |
| 1934 | 6542      |
| 1946 | 6985      |
| 1956 | 8179      |
| 1965 | 7503      |
| 1975 | 7409      |
| 1985 | 7326      |
| 1992 | 6767      |
| 2001 | 6107      |
| 2011 | 5031      |
| 2021 | 3868      |

Етническият състав към 2011 г. включва 3945 българи и 401 цигани.

### Религия
Мнозинството от жителите на град Оряхово са православни християни.
Името на селището и данни за него са отпечатани на български език в списание „Летоструй или къщний календар за проста година 1873“ издадено във Виена. В дадената таблица на статистическото описание на Оряховското окръжие от Врачанската епархия в народночерковно отношение, са дадени данни за населените места спадащи към този административен център. За гр. Оряхово през 1873 г. е изписана с кирилица следната информация:
Селище — Оряхово
Народност — българи и власи
Къщи – 275
Венчила – 320
Черкви — Св. Георги
Име на свещеника – Председател на Общината Пр. сингел Алипи Атанасов, иконом Хр. Иванов, поп Александър Янков
В града има 2 действащи православни храма – „Успение на Пресвета Богородица“ и старинен храм „Свети Георги“. Храм „Успение Богородично“ е построен през 1911 г. и осветен на 8 септември същата година от тогавашния Врачански митрополит Константин. Построяването на тази монументална сграда е следствие от бързоразвиващата се градска среда и икономически подем на региона. От архитектурна гледна точка храмът е изпълнен изключително прецизно – както от канонично-църковна, така и от градско-обществена страна. Храмът представлява трикуполна базилика с два реда колони и балкон и три входа: централен – от запад и два странични. В южния купол са монтирани четири камбани – малка, две средни и една голяма с диаметър около метър и с изключителен звук, който според очевидци се чува чак в отсрещния румънски град Бекет. Храмът разполага с изключително добре запазена „йерусалимия“ – стенно пано с библейска тематика от 1925 г. – дар от семейство хаджи Томови; Атонска икона на свети Николай Чудотворец; настолна икона на Вход Господен в Йерусалим, дарена от оряховския иконописец зограф Велко. Друга забележителност е църковният амвон, който също е изпълнен в прецизна дърворезба. Храмовият празник се чества на 15 август – денят на Успението на Божията Майка. В храма се извършва ежедневно богослужение, както и всички тайнства и треби, според наредбите на Православната църква. Телефон в храма: 0878 597 897

### Политика
- 2011 – Росен Добрев от (ПП ГЕРБ) е избран на втори тур с 52% срещу Христо Иванов от БСП
- 2003 – Христо Иванов (Коалиция за Оряхово) печели на втори тур с 20 гласа срещу Нейчо Савчев (Българска социалдемокрация).
- 1999 – Нейчо Савчев (Българска Евролевица, ОБТ) печели на втори тур с 57% срещу Христо Иванов (БСП, ДПС, БББ - Демократичен център, БЗС „Александър Стамболийски“, ПК „Екогласност“, БКП „Георги Димитров“).
- 1995 – Христо Иванов (Предизборна коалиция БСП, БЗНС Александър Стамболийски, ПК Екогласност) печели на първи тур с 52% срещу Никола Атанасов (независим).

## Забележителности
В Оряхово от 1980 г. се развива бадминтонът. Този спорт е донесъл немалка слава на града в България, но и в Румъния, бившия СССР, Грузия, Полша, Молдова, Унгария и Северна Македония. Треньор по бадминтон е Койчо Станев и съпругата му Никулина Станева. От 1981 до 1991 г., когато се закрива работническият бадминтон, отборът мъже на Пощенската станция в Оряхово е неизменен републикански шампион. Състав: Койчо Станев, Венцислав Станев, Бойко Ангелов и Яни Кирилов. Много деца тренират бадминтон в обновената зала на града. Редовно отборите по бадминтон на СОУ „Христо Ботев“ 5 – 7 и 8 – 10 клас са участници на финалите на ученически игри, като неизменно се класират между първите 6 отбора в страната. Отборите са изцяло от състезатели на Бадминтон клуб „Оряхово 80“ с председател и треньор Койчо Станев и Никулина Станева. Тренират много деца, като се набляга на детско-юношеския бадминтон – до 17 г. включително. От школата на бадминтона в Оряхово е националният състезател Владимир Методиев, който се състезава при мъжете. Бадминтон тренират деца от 2. до 10. клас. През 2010 г. треньорът Койчо Станев участва на национален турнир за ветерани във Варна, където във възрастта 55+ в дисциплината двойки мъже става републикански шампион с партньор Ради Николов от Стара Загора. През 2010 г. отборът младежи до 19 г. на Бадминтон клуб „Оряхово-80“ печели престижното четвърто място в страната на Държавния отборен шампионат за младежи до 19 г., а девойките – 9-о място в страната. Отборите са в състав: младежи – Александър Валериев, Дейвин Славов, Кристиян Петров и Деан Генов, а девойките – Жанет Борисова, Глория Симова, Цветелина Василева и Далия Тошева. Треньорът Койчо Станев участва в курса за треньори второ ниво на Международния олимпийски комитет и Българския олимпийски комитет.
В града има и няколко музея:
- Исторически музей – ул. „Васил Левски“ 13
- Етнографски музей – ул. „Кирил и Методий“
- Художествена галерия „Савчеви“ – ул. „Васил Левски“ 19, тел.: +359 9171 3166

## Редовни събития
- Всяка година около 18 август са традиционните панаирни дни в град Оряхово.
- Всяка година около 19-23 август по време на традиционните панаирни дни се провежда турнир по бадминтон за деца, юноши и ветерани.
- Всяка година от 9 до 18 август се провежда художествен пленер, посветен на Марин Върбанов
- Преплуване на река Дунав около 20 август от румънския бряг до българския.
- Всяка година около 20 август се провежда турнир по шахмат в хотел Камъка

## Известни личности
Родени в Оряхово
- Александър Цанков (1879 – 1959), икономист и политик, бивш министър-председател на България
- Андрей Чапразов (1920 – 1999), актьор
- Борис Спасов (1912 – 2002), юрист и държавен деец
- Венелин Венков (р. 1982), борец
- Димитър К. Ефремов, български революционер от ВМОРО, четник на Петър Ацев[12]
- Димитър Цолов (1896 – 1970), архитект
- Захари Тодоров, български революционер от ВМОРО, четник на Михаил Чаков[13]
- Иван Васильов (1893 – 1979), архитект
- Коста Лулчев (1882 – 1965), политик
- Любен Генов, художник
- Любен Диков (1895 – 1973), политик
- Любен Телчаров (1907 – 1995) – патоанатом и алпинист
- Марин Върбанов (1932 – 1989), художник
- Теменужка Радулова (р. 1951 г.) – журналистка
- Тодор Паница (1879 – 1925), революционер
- Цвети Иванов (1914 – 1950), политик
- Цеко Торбов (1899 – 1987), юрист и преводач
- Юксел Кадриев (1973), телевизионен водещ

Други личности, свързани с Оряхово
- Дико Илиев (1898 – 1984), композитор, музикант и диригент, създателят на жанра хора̀ за духови оркестри
- Наум Торбов (1880 – 1952), архитект

## Други
На Оряхово е наречена улица в София (Карта).